# Maria Francesca delle Cinque Piaghe
Maria Francesca delle Cinque Piaghe, al secolo Anna Maria Rosa Nicoletta Gallo (Napoli, 25 marzo 1715 – Napoli, 6 ottobre 1791), è stata una religiosa italiana del terz'ordine regolare di San Francesco; beatificata nel 1843, fu proclamata santa da papa Pio IX nel 1867.

## Biografia
Nacque nei Quartieri spagnoli di Napoli, da Francesco Gallo e da Barbara Basinsi. Il padre, che gestiva un piccolo negozio di mercerie, aveva un carattere severo ed era molto avaro e irascibile, maltrattava spesso la figlia e la moglie, costringendole a lavorare duramente. La madre invece era molto dolce, devota e paziente.
Fin da bambina manifestò una grande fede, tanto che nei Quartieri era soprannominata la "santarella", sia per la sua grande devozione alla Chiesa e ai sacramenti, sia per la sua docilità nell'accettare i maltrattamenti del padre e delle sorelle, offrendo a Dio tutte le sue sofferenze per la salvezza delle anime. In quel periodo frequentava la chiesa di Santa Lucia al Monte, annessa al convento dei frati alcantarini, ed ebbe come direttore spirituale Giovan Giuseppe della Croce, che poi sarebbe stato canonizzato, e che ne avrebbe predetto già da allora la santità. Anche un altro santo, San Francesco Geronimo, quando Anna Maria Gallo aveva circa un anno, ne avrebbe predetto la santità.
All'età di sedici anni, manifestò al padre il desiderio di entrare nel Terz'Ordine francescano alcantarino, ma questi glielo impedì, perché l'aveva promessa in sposa a un ricco giovane che ne aveva chiesto la mano. Solo qualche tempo dopo, nel settembre 1731 il padre si lasciò persuadere da un Frate Minore francescano, Padre Teofilo, ad acconsentire che la figlia divenisse terziaria francescana.
L'8 settembre 1731, Anna Maria pronunciò i voti assumendo il nome di Maria Francesca delle Cinque Piaghe, per la particolare devozione che aveva verso la Passione di Cristo, San Francesco e la Madonna. Vestì l'abito religioso e continuò a vivere nella casa paterna, continuando a essere maltrattata.
Per qualche tempo fu affidata alla direzione spirituale di un prete di tendenze gianseniste che, per saggiarne la santità, le imponeva gravose penitenze, che ella avrebbe accettato volentieri, aggiungendone altre volontarie.
A 38 anni andò, insieme a un'altra terziaria, suor Maria Felice, a fare la governante nella casa del suo direttore spirituale, il padre Giovanni Pessiri, un sacerdote che viveva al secondo piano di un antico palazzo in vico Tre Re a Toledo, dove rimase per 38 anni fino alla morte.
Morì a 76 anni il 6 ottobre 1791.

## Culto e leggenda
Fu sepolta nella chiesa di Santa Lucia al Monte al Corso Vittorio Emanuele a Napoli. Il 6 ottobre 2001 le sue reliquie furono traslate nel santuario di Santa Maria Francesca delle Cinque Piaghe, ricavato nella casa di vico Tre Re dove era vissuta.
Secondo i suoi seguaci, la donna possedeva il carisma della profezia. Avrebbe predetto molti eventi poi avvenuti a persone di fede e sacerdoti che si rivolgevano a lei come guida e consigliera, come Francesco Saverio Maria Bianchi, di cui avrebbe predetto la santità. Pare anche che abbia predetto, molti anni prima, l'evento della Rivoluzione francese.
Era considerata stigmatizzata come San Francesco e ogni venerdì e per tutta la durata della Quaresima riferiva di avvertire i dolori della Passione di Cristo.
Venne dichiarata venerabile il 18 maggio 1803 dal papa Pio VII, beatificata il 12 novembre 1843 da papa Gregorio XVI e canonizzata il 29 giugno 1867 da papa Pio IX.
Il Martirologio romano fissa la memoria liturgica il 6 ottobre; è particolarmente venerata a Napoli, soprattutto dalla popolazione dei Quartieri spagnoli, che invocò la sua protezione anche durante la seconda guerra mondiale.
La piccola chiesa santuario di vico Tre Re 13, ricavata vicino alla sua casa, è meta di continui pellegrinaggi e la casa convento è continuamente visitata.
In particolare, all'interno del convento vi è una sedia ritenuta miracolosa dai fedeli. Essa è la sedia dove solitamente Maria Francesca sedeva per riposare e trovare sollievo mentre avvertiva i dolori della Passione. Chi vuol chiedere una grazia alla santa, vi si siede e le rivolge una preghiera. Questo rituale è particolarmente seguito dalle donne sterili che desiderano il concepimento di un figlio. Nella casa convento è custodita un'ampia collezione di ex voto in argento che rappresentano neonati.